# Valaire
Pour les articles homonymes, voir Valaire (groupe).
Pour l’article ayant un titre homophone, voir Vallères.
Valaire est une commune française située dans le département de Loir-et-Cher, en région Centre-Val de Loire.
Localisée au centre du département, la commune fait partie de la petite région agricole « les Vallée et Coteaux de la Loire », grand ruban plus ou moins large où dominent la culture de la vigne et les productions maraîchères. Elle est drainée par la Rère, les Lacs Plats, le Rouaire, les Forges, les Gaz, le Saint Joseph et par divers petits cours d'eau.
L'occupation des sols est marquée par l'importance des espaces agricoles et naturels qui occupent la quasi-totalité du territoire communal. Aucun espace naturel présentant un intérêt patrimonial n'est toutefois recensé sur la commune dans l'inventaire national du patrimoine naturel. En 2010, l'orientation technico-économique de l'agriculture sur la commune est la culture des céréales et des oléoprotéagineux. À l'instar du département qui a vu disparaître le quart de ses exploitations en dix ans, le nombre d'exploitations agricoles a fortement diminué, passant de 28 en 1988, à 7 en 2000, puis à 6 en 2010.
Avec 86 habitants en 2017, la commune fait partie des 5 communes les plus faiblement peuplées de Loir-et-Cher.

## Géographie

### Localisation et communes limitrophes
La commune de Valaire se trouve au centre du département de Loir-et-Cher, dans la petite région agricole des Vallée et Coteaux de la Loire,. À vol d'oiseau, elle se situe à 14 km  de Blois, préfecture du département. La commune fait en outre partie du bassin de vie d'Onzain.
Les communes les plus proches sont : Monthou-sur-Bièvre (2,1 km), Ouchamps (2,9 km), Candé-sur-Beuvron (2,9 km), Les Montils (3,6 km), Sambin (4 km), Fougères-sur-Bièvre (5,9 km), Chaumont-sur-Loire (6,1 km), Seur (6,2 km)  et Chouzy-sur-Cisse (6,2 km).

### Paysages et relief
Dans le cadre de la Convention européenne du paysage, adoptée le 20 octobre 2000 et entrée en vigueur en France le 1er juillet 2006, un atlas des paysages de Loir-et-Cher a été élaboré en 2010 par le CAUE de Loir-et-Cher, en collaboration avec la DIREN Centre (devenue DREAL en 2011), partenaire financier. Les paysages du département s'organisent ainsi en huit grands ensembles et 25 unités de paysage,. La commune fait partie de l'unité de paysage du « plateau de Pontlevoy », au sein de l'ensemble de paysage « les confins de la Touraine ».
Le plateau de Pontlevoy est constitué d'une mosaïque de sols : le calcaire de Beauce en profondeur est recouvert de sables éoliens et de faluns, mais aussi partiellement nappé d'argiles à silex. Ces sols, s'ils sont moins variés que ceux de la Sologne viticole, prolongent et confirment les changements radicaux de paysages entre l'est et l'ouest du territoire départemental: les vignes s'étiolent pour faire place à la grande culture et les forêts, bien délimitées, constituent désormais des massifs boisés isolés les uns des autres sans que le relais soit pris par des bosquets épars.
L'altitude du territoire communal varie de 62 mètres au niveau du Beuvron à 109 mètres à l'Aubardière,. La topographie est marquée par trois vallées, la vallée du Beuvron à la pointe nord-est, la vallée du Chapon en limite nord, et la vallée du ruisseau de Valaire, à l'est.

### Hydrographie

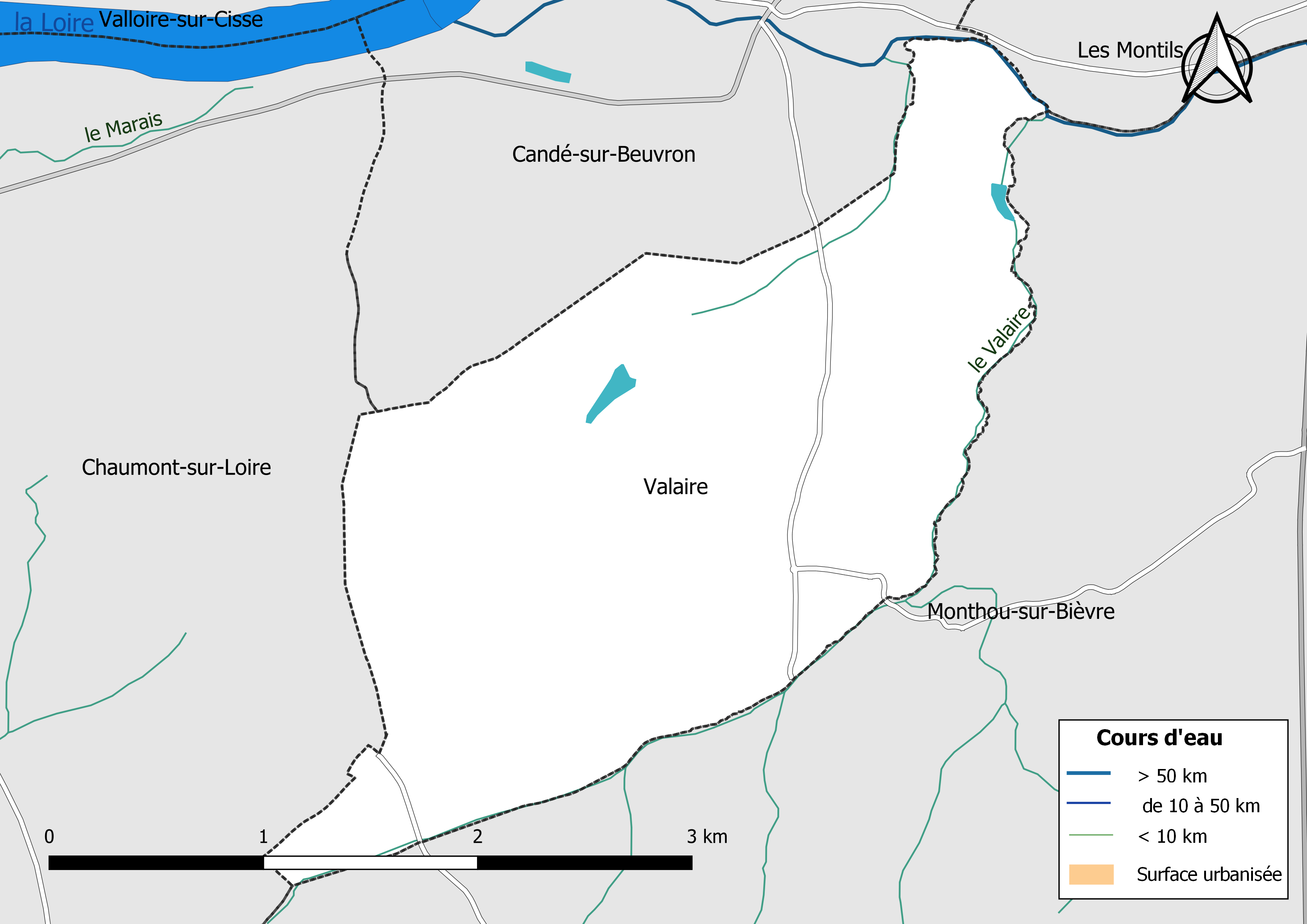
Réseau hydrographique de Valaire.

La commune est drainée par le Beuvron (0,482 km), le Valaire et par deux petits cours d'eau, constituant un réseau hydrographique de 4,45 km de longueur totale.
Le Beuvron, d'une longueur totale de 115,2 km, prend sa source dans la commune de Coullons, dans le Loiret et se jette dans la Loire à Candé-sur-Beuvron, après avoir traversé 29 communes.
Sur le plan piscicole, ce cours d'eau est classé en deuxième catégorie, où le peuplement piscicole dominant est constitué de poissons blancs (cyprinidés) et de carnassiers (brochet, sandre et perche).

### Climat
Pour des articles plus généraux, voir Climat du Centre-Val de Loire et Climat de Loir-et-Cher.
En 2010, le climat de la commune est de type climat océanique dégradé des plaines du Centre et du Nord, selon une étude du CNRS s'appuyant sur une série de données couvrant la période 1971-2000. En 2020, Météo-France publie une typologie des climats de la France métropolitaine dans laquelle la commune est exposée à un climat océanique altéré et est dans la région climatique Moyenne vallée de la Loire, caractérisée par une bonne insolation (1 850 h/an) et un été peu pluvieux.
Pour la période 1971-2000, la température annuelle moyenne est de 11,1 °C, avec une amplitude thermique annuelle de 15,1 °C. Le cumul annuel moyen de précipitations est de 669 mm, avec 10,5 jours de précipitations en janvier et 6,9 jours en juillet. Pour la période 1991-2020, la température moyenne annuelle observée sur la station météorologique de Météo-France la plus proche, sur la commune de Cheverny à 15 km à vol d'oiseau, est de 11,8 °C et le cumul annuel moyen de précipitations est de 675,8 mm,. Pour l'avenir, les paramètres climatiques de la commune estimés pour 2050 selon différents scénarios d'émission de gaz à effet de serre sont consultables sur un site dédié publié par Météo-France en novembre 2022.

### Milieux naturels et biodiversité
Aucun espace naturel présentant un intérêt patrimonial n'est recensé sur la commune dans l'inventaire national du patrimoine naturel,,.
La forêt est en revanche reconnue comme réservoir au titre de la trame verte et bleue du blésois identifiée dans le SCoT de 2016. D'après ce document, deux corridors forestiers traversent également la commune, l'un vers le sud, l'autre vers l'ouest.

## Urbanisme

### Typologie
Au 1er janvier 2024, Valaire est catégorisée commune rurale à habitat très dispersé, selon la nouvelle grille communale de densité à sept niveaux définie par l'Insee en 2022.
Elle est située hors unité urbaine. Par ailleurs la commune fait partie de l'aire d'attraction de Blois, dont elle est une commune de la couronne,. Cette aire, qui regroupe 78 communes, est catégorisée dans les aires de 50 000 à moins de 200 000 habitants,.

### Occupation des sols
Selon l'Insee, Valaire est une commune rurale, car elle n'appartient à aucune unité urbaine,,.
L'occupation des sols est marquée par l'importance des espaces agricoles et naturels (100 %). La répartition détaillée ressortant en 2012 de la base de données européenne d'occupation biophysique des sols Corine Land Cover est la suivante :

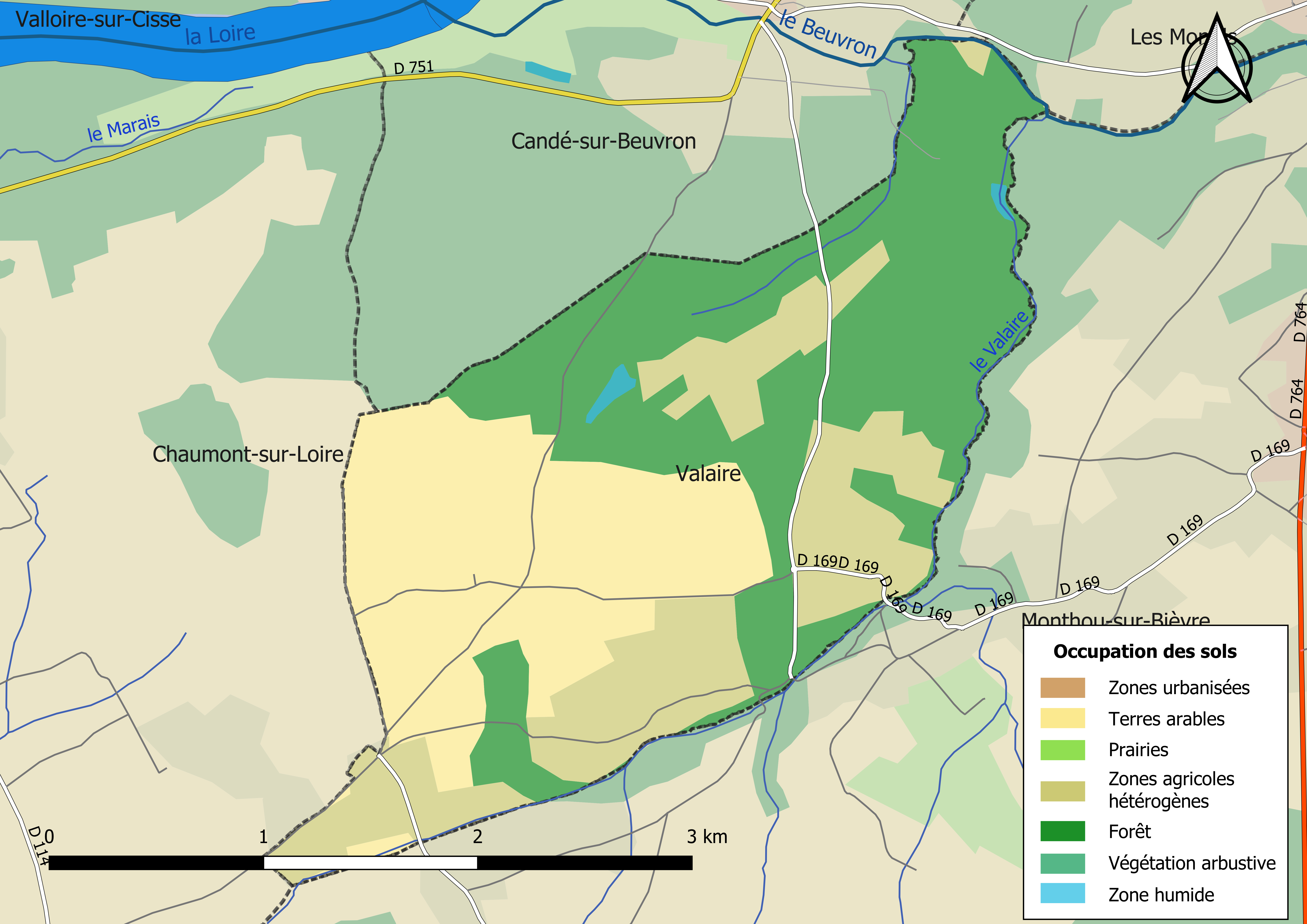
Carte des infrastructures et de l'occupation des sols de la commune en 2018 (CLC).

terres arables (31,4 %),
zones agricoles hétérogènes (26 %),
forêts (42,4 %).
Le territoire est caractérisé par un paysage de Sologne alternant milieux ouverts (agricoles) et milieux fermés (forêts). À l'échelle de l'unité géographique « Chailles / Les Montils Cheverny / Cour-Cheverny », qui regroupe douze communes, dont Valaire, la consommation d'espaces agricoles et naturels pour répondre aux besoins de développement a été soutenue : 78 % des aménagements (logements, équipements, entreprises) ont été réalisés sur de nouveaux terrains, soit 205 hectares entre 2002 et 2015.

### Planification
La loi SRU du 13 décembre 2000 a incité fortement les communes à se regrouper au sein d'un établissement public, pour déterminer les partis d'aménagement de l'espace au sein d'un SCoT, un document essentiel d'orientation stratégique des politiques publiques à une grande échelle. La commune est dans le territoire du SCOT du Blésois, approuvé en 2006 et révisé en juillet 2016.
En matière de planification, la commune disposait en 2017 d'une carte communale, approuvée le 4 mars 2011 ; un plan local d'urbanisme était en élaboration. En effet, à la suite de la loi ALUR (loi pour l'accès au logement et un urbanisme rénové) de mars 2014, un plan local d'urbanisme intercommunal couvrant le territoire de la communauté d'agglomération de Blois « Agglopolys » a été prescrit le 3 décembre 2015.

### Habitat et logement
Le tableau ci-dessous présente la typologie des logements à Valaire en 2016 en comparaison avec celle du Loir-et-Cher et de la France entière. Une caractéristique marquante du parc de logements est ainsi une proportion de résidences secondaires et logements occasionnels (11,1 %) inférieure à celle du département (18 %) mais supérieure à celle de la France entière (9,6 %). Concernant le statut d'occupation de ces logements, 81,1 % des habitants de la commune sont propriétaires de leur logement (82,4 % en 2011), contre 68,1 % pour le Loir-et-Cher et 57,6 pour la France entière.
|                                                         | Valaire | Loir-et-Cher | France entière |
| ------------------------------------------------------- | ------- | ------------ | -------------- |
| Résidences principales (en %)                           | 82,3    | 74,5         | 82,3           |
| Résidences secondaires et logements occasionnels (en %) | 11,1    | 18           | 9,6            |
| Logements vacants (en %)                                | 6,6     | 7,5          | 8,1            |

### Risques majeurs
Le territoire communal de Valaire est vulnérable à différents aléas naturels : inondations (par débordement du Beuvron), climatiques (hiver exceptionnel ou canicule), mouvements de terrains ou sismique (sismicité très faible).
Il est également exposé à un risque technologique : le transport de matières dangereuses,.

#### Risques naturels

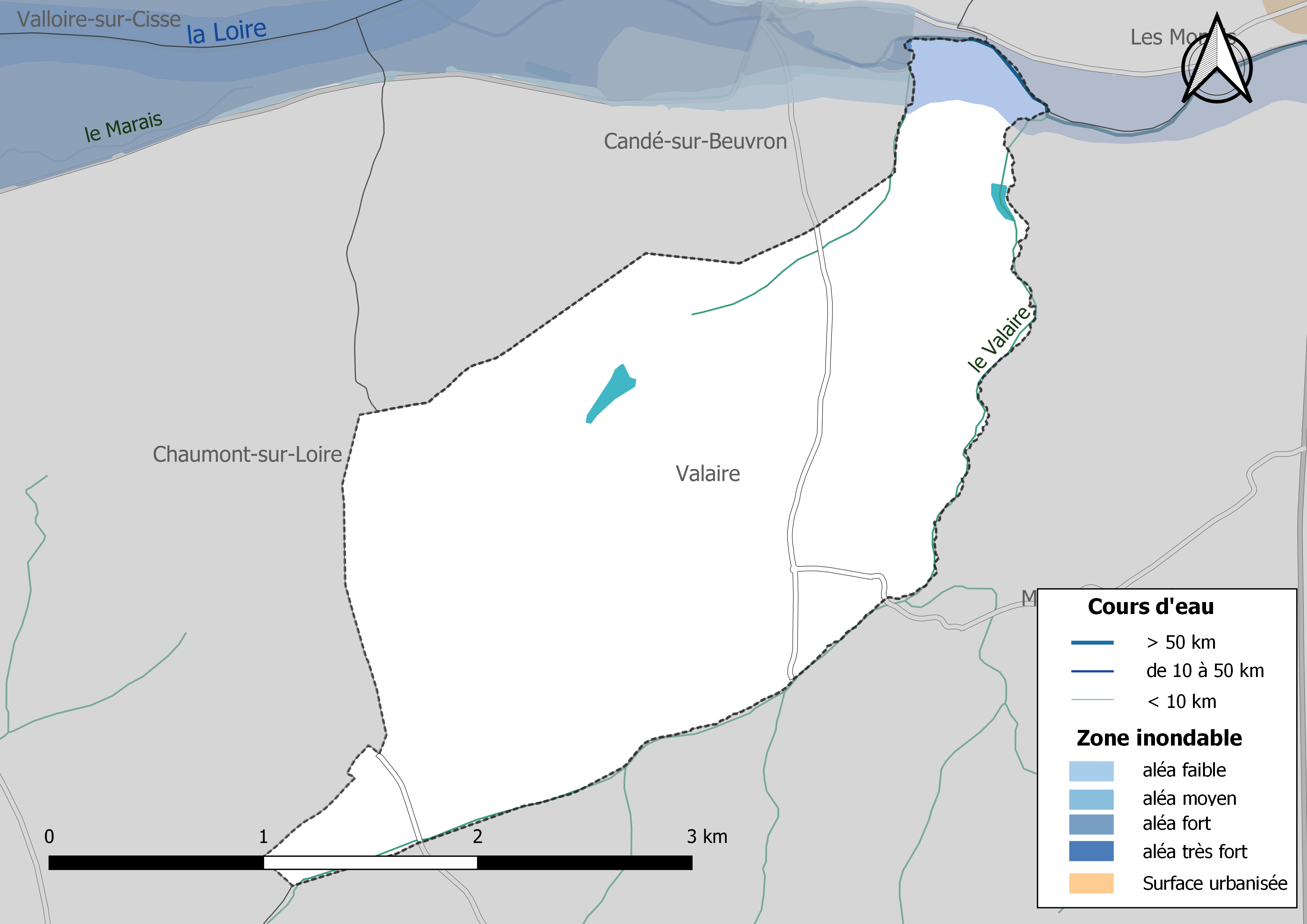
Zones inondables de la commune de Valaire.

Les mouvements de terrains susceptibles de se produire sur la commune sont liés au retrait-gonflement des argiles. Le phénomène de retrait-gonflement des argiles est la conséquence d'un changement d'humidité des sols argileux. Les argiles sont capables de fixer l'eau disponible mais aussi de la perdre en se rétractant en cas de sécheresse. Ce phénomène peut provoquer des dégâts très importants sur les constructions (fissures, déformations des ouvertures) pouvant rendre inhabitables certains locaux. La carte de zonage de cet aléa peut être consultée sur le site de l'observatoire national des risques naturels Georisques.
Un atlas des zones inondables du Beuvron est établi en décembre 2003. Les crues historiques du Beuvron sont celles de 1856, de 1910 et de 1936-1937. Le débit de la crue de référence varie ainsi entre 60 et 160 m3/s selon les sections.

#### Risques technologiques
Le risque de transport de marchandises dangereuses sur la commune est lié à sa traversée par une canalisation de transport de gaz. Un accident se produisant sur une telle infrastructure est en effet susceptible d'avoir des effets graves au bâti ou aux personnes jusqu'à 350 m, selon la nature du matériau transporté. Des dispositions d'urbanisme peuvent être préconisées en conséquence.

## Toponymie
Dérivé de val, formé avec le suffixe collectif aria, Valaire = endroit vallonné.

Vallère, avril 1494 (Archives Nationales-JJ 226B, no 963, fol. 182 v°) ; Vallaire, 1740 (Bibliothèque Municipale d'Orléans, Manuscrit 995, fol. 253) ; Valaire en Blésois, Vallières les Petites, XVIIIe s. ; Valaire, XVIIIe s. (carte de Cassini) ; Valaire, décret du 5 vendémiaire an IX (application de la loi du 8 pluviôse an IX).

## Histoire

### Pré-histoire et périodes antérieures au Moyen-Âge
La présence humaine dans le Blésois est très ancienne.

### Moyen-Âge
L'église est antérieure au XIIe siècle.
On retrouve trace du nom de Valaire à partir de 1270.
L'ancien prieuré date du XVe siècle.

### Révolution française et Empire

#### Nouvelle organisation territoriale
Le décret de l'Assemblée nationale du 12 novembre 1789 décrète qu'« il y aura une municipalité dans chaque ville, bourg, paroisse ou communauté de campagne », mais ce n'est qu'avec le décret de la Convention nationale du 10 brumaire an II (31 octobre 1793) que la paroisse de Valaire devient formellement « commune de Valaire »,.
En 1790, dans le cadre de la création des départements, la municipalité est rattachée au canton de Pont Levoy et au district de Saint Aignan. Les cantons sont supprimés, en tant que découpage administratif, par une loi du 26 juin 1793, et ne conservent qu'un rôle électoral, permettant l'élection des électeurs du second degré chargés de désigner les députés,. La Constitution du 5 fructidor an III, appliquée à partir de vendémiaire an IV (1795) supprime les districts, considérés comme des rouages administratifs liés à la Terreur, mais maintient les cantons qui acquièrent dès lors plus d'importance en retrouvant une fonction administrative. Enfin, sous le Consulat, un redécoupage territorial visant à réduire le nombre de justices de paix ramène le nombre de cantons en Loir-et-Cher de 33 à 24. Valaire est alors rattachée au canton de Contres et à l'Arrondissement de Blois par arrêté du 5 vendémiaire an X (26 septembre 1801),,. Cette organisation va rester inchangée pendant près de 150 ans.

### Époque contemporaine
Autrefois[Quand ?], un tramway s'arrêtait à la gare voisine de Monthou-sur-Bièvre/Ouchamps.
Valaire a rejoint Agglopolys en ...[Quand ?].
Le bourg fait l'objet d'un aménagement paysager (et colombarium...) à la fin des années 2010.

## Politique et administration

### Découpage territorial
La commune de Valaire est membre de la communauté d'agglomération de Blois « Agglopolys », un établissement public de coopération intercommunale (EPCI) à fiscalité propre créé le 1er janvier 2012.
Elle est rattachée sur le plan administratif à l'arrondissement de Blois, au département de Loir-et-Cher et à la région Centre-Val de Loire, en tant que circonscriptions administratives. Sur le plan électoral, elle est rattachée au canton de Blois-3 depuis 2015 pour l'élection des conseillers départementaux et à la première circonscription de Loir-et-Cher pour les élections législatives.

### Politique et administration municipale

#### Conseil municipal et maire
Le conseil municipal de Valaire, commune de moins de 1 000 habitants, est élu au scrutin majoritaire plurinominal avec listes ouvertes et panachage. Compte tenu de la population communale, le nombre de sièges au conseil municipal est de 7. Le maire, à la fois agent de l'État et exécutif de la commune en tant que collectivité territoriale, est élu par le conseil municipal au scrutin secret lors de la première réunion du conseil suivant les élections municipales, pour un mandat de six ans, c'est-à-dire pour la durée du mandat du conseil.
| Période                                  | Période   | Identité               | Étiquette | Qualité             |
| ---------------------------------------- | --------- | ---------------------- | --------- | ------------------- |
| mars 1983                                | 2004      | Christiane Tabarly     |           |                     |
| 2004                                     | mars 2008 | André Gibaud           |           |                     |
| mars 2008                                | mars 2013 | Bernard Regnard        |           |                     |
| mars 2013                                | En cours  | Catherine Le Troquier, |           | Profession libérale |
| Les données manquantes sont à compléter. |           |                        |           |                     |

## Équipements et services

### Eau et assainissement
L'organisation de la distribution de l'eau potable, de la collecte et du traitement des eaux usées et pluviales relève des communes. La compétence eau et assainissement des communes est un service public industriel et commercial (SPIC).

#### Alimentation en eau potable
Le service d'eau potable comporte trois grandes étapes : le captage, la potabilisation et la distribution d'une eau potable conforme aux normes de qualité fixées pour protéger la santé humaine. En 2019, la commune est membre du syndicat intercommunal d'adduction d'eau potable Monthou Sur Bievre Ouchamps Valaire qui assure le service en le délégant à une entreprise privée, Saur dont le contrat arrive à échéance le 30 juin 2029.

#### Assainissement des eaux usées
En 2019, la gestion du service d'assainissement collectif de la commune de Valaire est assurée par la communauté d'agglomération Agglopolys qui a le statut de régie à autonomie financière.
L'assainissement non collectif (ANC) désigne les installations individuelles de traitement des eaux domestiques qui ne sont pas desservies par un réseau public de collecte des eaux usées et qui doivent en conséquence traiter elles-mêmes leurs eaux usées avant de les rejeter dans le milieu naturel. La communauté d'agglomération de Blois « Agglopolys » assure pour le compte de la commune le service public d'assainissement non collectif (SPANC), qui a pour mission de vérifier la bonne exécution des travaux de réalisation et de réhabilitation, ainsi que le bon fonctionnement et l'entretien des installations.

### Sécurité, justice et secours
La sécurité de la commune est assurée par la brigade de gendarmerie de Veuzain-sur-Loire qui dépend du groupement de gendarmerie départementale de Loir-et-Cher installé à Blois.
En matière de justice, Valaire relève du conseil de prud'hommes de Blois, de la Cour d'appel d'Orléans (juridiction de Blois), de la Cour d'assises de Loir-et-Cher, du tribunal administratif de Blois, du tribunal de commerce de Blois et du tribunal judiciaire de Blois.

## Population et société

### Démographie

#### Évolution démographique
L'évolution du nombre d'habitants est connue à travers les recensements de la population effectués dans la commune depuis 1793. Pour les communes de moins de 10 000 habitants, une enquête de recensement portant sur toute la population est réalisée tous les cinq ans, les populations de référence des années intermédiaires étant quant à elles estimées par interpolation ou extrapolation. Pour la commune, le premier recensement exhaustif entrant dans le cadre du nouveau dispositif a été réalisé en 2005.

En 2022, la commune comptait 84 habitants, en évolution de −2,33 % par rapport à 2016 (Loir-et-Cher : −1,15 %, France hors Mayotte : +2,11 %).
| 1793 | 1800 | 1806 | 1821 | 1831 | 1836 | 1841 | 1846 | 1851 |
| ---- | ---- | ---- | ---- | ---- | ---- | ---- | ---- | ---- |
| 141  | 128  | 137  | 163  | 155  | 149  | 136  | 127  | 152  |

| 1856 | 1861 | 1866 | 1872 | 1876 | 1881 | 1886 | 1891 | 1896 |
| ---- | ---- | ---- | ---- | ---- | ---- | ---- | ---- | ---- |
| 182  | 159  | 182  | 173  | 166  | 155  | 144  | 161  | 167  |

| 1901 | 1906 | 1911 | 1921 | 1926 | 1931 | 1936 | 1946 | 1954 |
| ---- | ---- | ---- | ---- | ---- | ---- | ---- | ---- | ---- |
| 150  | 146  | 159  | 130  | 113  | 122  | 107  | 99   | 102  |

| 1962 | 1968 | 1975 | 1982 | 1990 | 1999 | 2005 | 2006 | 2010 |
| ---- | ---- | ---- | ---- | ---- | ---- | ---- | ---- | ---- |
| 101  | 88   | 91   | 86   | 82   | 87   | 81   | 84   | 75   |

| 2015 | 2020 | 2022 | - | - | - | - | - | - |
| ---- | ---- | ---- | - | - | - | - | - | - |
| 84   | 83   | 84   | - | - | - | - | - | - |

#### Pyramide des âges
La population de la commune est relativement âgée.
En 2018, le taux de personnes d'un âge inférieur à 30 ans s'élève à 22,3 %, soit en dessous de la moyenne départementale (31,3 %). À l'inverse, le taux de personnes d'âge supérieur à 60 ans est de 41,6 % la même année, alors qu'il est de 31,6 % au niveau départemental.
En 2018, la commune comptait 44 hommes pour 41 femmes, soit un taux de 51,76 % d'hommes, largement supérieur au taux départemental (48,55 %).
Les pyramides des âges de la commune et du département s'établissent comme suit.
| Hommes | Classe d’âge | Femmes |
| ------ | ------------ | ------ |
| 4,6    | 90 ou +      | 7,3    |
| 4,6    | 75-89 ans    | 12,1   |
| 24,4   | 60-74 ans    | 30,6   |
| 18,3   | 45-59 ans    | 21,8   |
| 18,3   | 30-44 ans    | 13,7   |
| 16,0   | 15-29 ans    | 2,4    |
| 13,7   | 0-14 ans     | 12,1   |

| Hommes | Classe d’âge | Femmes |
| ------ | ------------ | ------ |
| 1,1    | 90 ou +      | 2,6    |
| 9,2    | 75-89 ans    | 11,9   |
| 19,7   | 60-74 ans    | 20,4   |
| 20,7   | 45-59 ans    | 20     |
| 16,5   | 30-44 ans    | 16,2   |
| 15,2   | 15-29 ans    | 13,2   |
| 17,6   | 0-14 ans     | 15,7   |

## Économie

### Secteurs d'activité
Le tableau ci-dessous détaille le nombre d'entreprises implantées à Valaire selon leur secteur d'activité et le nombre de leurs salariés :
|                                                              | total | % com (% dep) | 0 salarié | 1 à 9 salarié(s) | 10 à 19 salariés | 20 à 49 salariés | 50 salariés ou plus |
| ------------------------------------------------------------ | ----- | ------------- | --------- | ---------------- | ---------------- | ---------------- | ------------------- |
| Ensemble                                                     | 16    | 100,0 (100)   | 11        | 5                | 0                | 0                | 0                   |
| Agriculture, sylviculture et pêche                           | 5     | 31,3 (11,8)   | 4         | 1                | 0                | 0                | 0                   |
| Industrie                                                    | 0     | 0,0 (6,5)     | 0         | 0                | 0                | 0                | 0                   |
| Construction                                                 | 2     | 12,5 (10,3)   | 2         | 0                | 0                | 0                | 0                   |
| Commerce, transports, services divers                        | 7     | 43,8 (57,9)   | 4         | 3                | 0                | 0                | 0                   |
| dont commerce et réparation automobile                       | 0     | 0,0 (17,5)    | 0         | 0                | 0                | 0                | 0                   |
| Administration publique, enseignement, santé, action sociale | 2     | 12,5 (13,5)   | 1         | 1                | 0                | 0                | 0                   |
| Champ : ensemble des activités.                              |       |               |           |                  |                  |                  |                     |

Le secteur du commerce, transports et services divers est prépondérant sur la commune (7 entreprises sur 16) néanmoins le secteur agricole reste important puisqu'en proportions (31,3 %), il est plus important qu'au niveau départemental (11,8 %).
Sur les 16 entreprises implantées à Valaire en 2016, 11 ne font appel à aucun salarié et 5 comptent 1 à 9 salariés

### Agriculture
En 2010, l'orientation technico-économique de l'agriculture sur la commune est la polyculture et le polyélevage. Le département a perdu près d'un quart de ses exploitations en 10 ans, entre 2000 et 2010 (c'est le département de la région Centre-Val de Loire qui en compte le moins). Cette tendance se retrouve également au niveau de la commune où le nombre d'exploitations est passé de 11 en 1988 à 7 en 2000 puis à 6 en 2010. Parallèlement, la taille de ces exploitations augmente, passant de 62 ha en 1988 à 137 ha en 2010.
Le tableau ci-dessous présente les principales caractéristiques des exploitations agricoles de Valaire, observées sur une période de 22 ans :
|                                      | 1988                 | 2000                 | 2010                 |
| Dimension économique                 | Dimension économique | Dimension économique | Dimension économique |
| ------------------------------------ | -------------------- | -------------------- | -------------------- |
| Nombre d'exploitations (u)           | 11                   | 7                    | 6                    |
| Travail (UTA)                        | 16                   | 8                    | 9                    |
| Surface agricole utilisée (ha)       | 687                  | 801                  | 824                  |
| Cultures                             |                      |                      |                      |
| Terres labourables (ha)              | 664                  | 785                  | 814                  |
| Céréales (ha)                        | 349                  | 432                  | 362                  |
| dont blé tendre (ha)                 | 176                  | 334                  | 250                  |
| dont maïs-grain et maïs-semence (ha) | 30                   | s                    | s                    |
| Tournesol (ha)                       | 141                  | s                    | s                    |
| Colza et navette (ha)                | 72                   | 183                  | 114                  |
| Élevage                              |                      |                      |                      |
| Cheptel (UGBTA)                      | 211                  | 143                  | 145                  |

.

#### Produits labellisés
La commune de Valaire est située dans l'aire de l'appellation d'origine protégée (AOP)  de quatre produits : un fromage (le Selles-sur-cher) et trois vins (le crémant-de-loire, le rosé-de-loire et le Touraine).
Le territoire de la commune est également intégré aux aires de productions de divers produits bénéficiant d'une indication géographique protégée (IGP) : le vin Val-de-loire et les volailles de l’Orléanais,.

Quelques produits labellisés de Valaire.
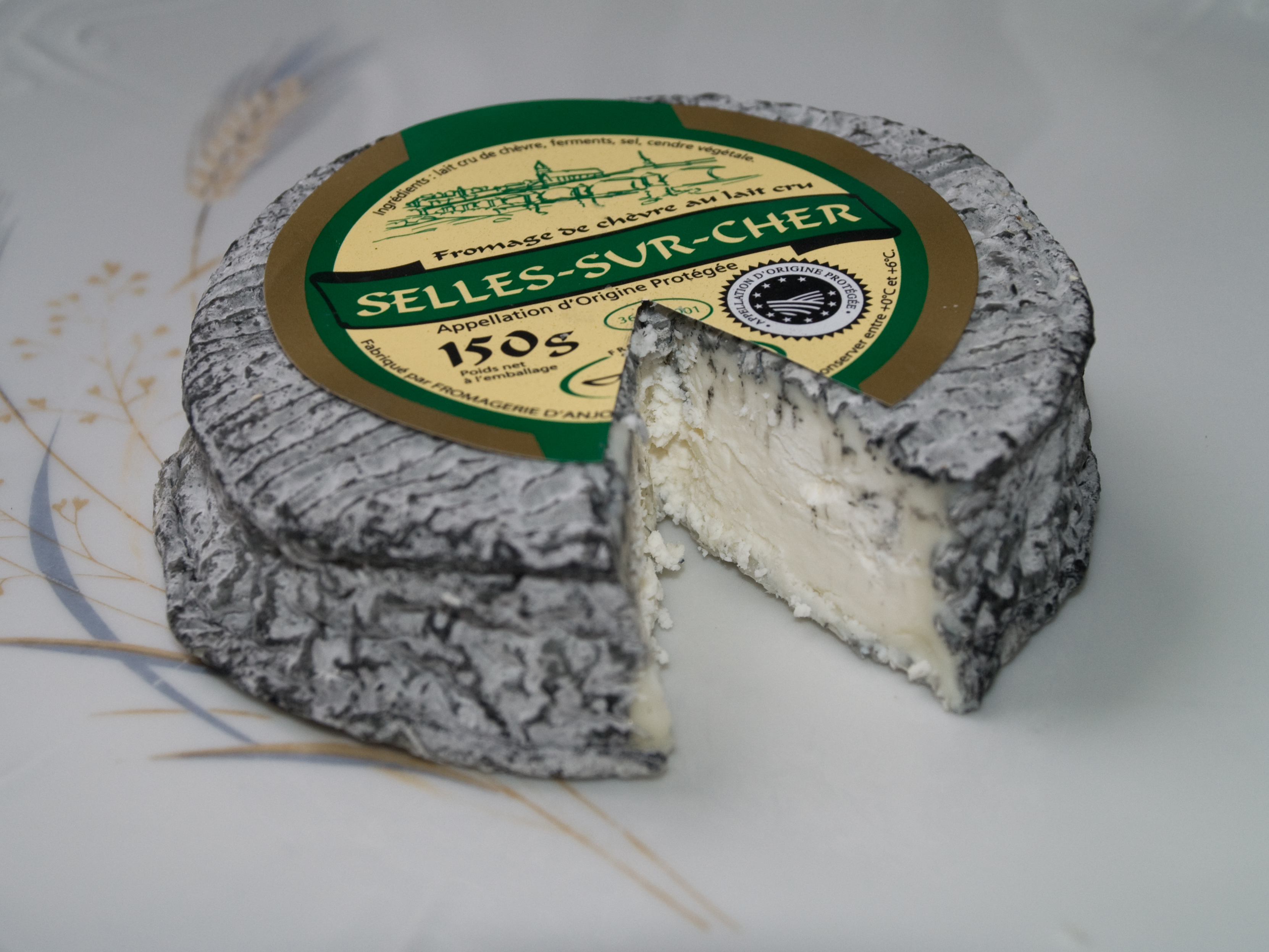
Selles-sur-cher.
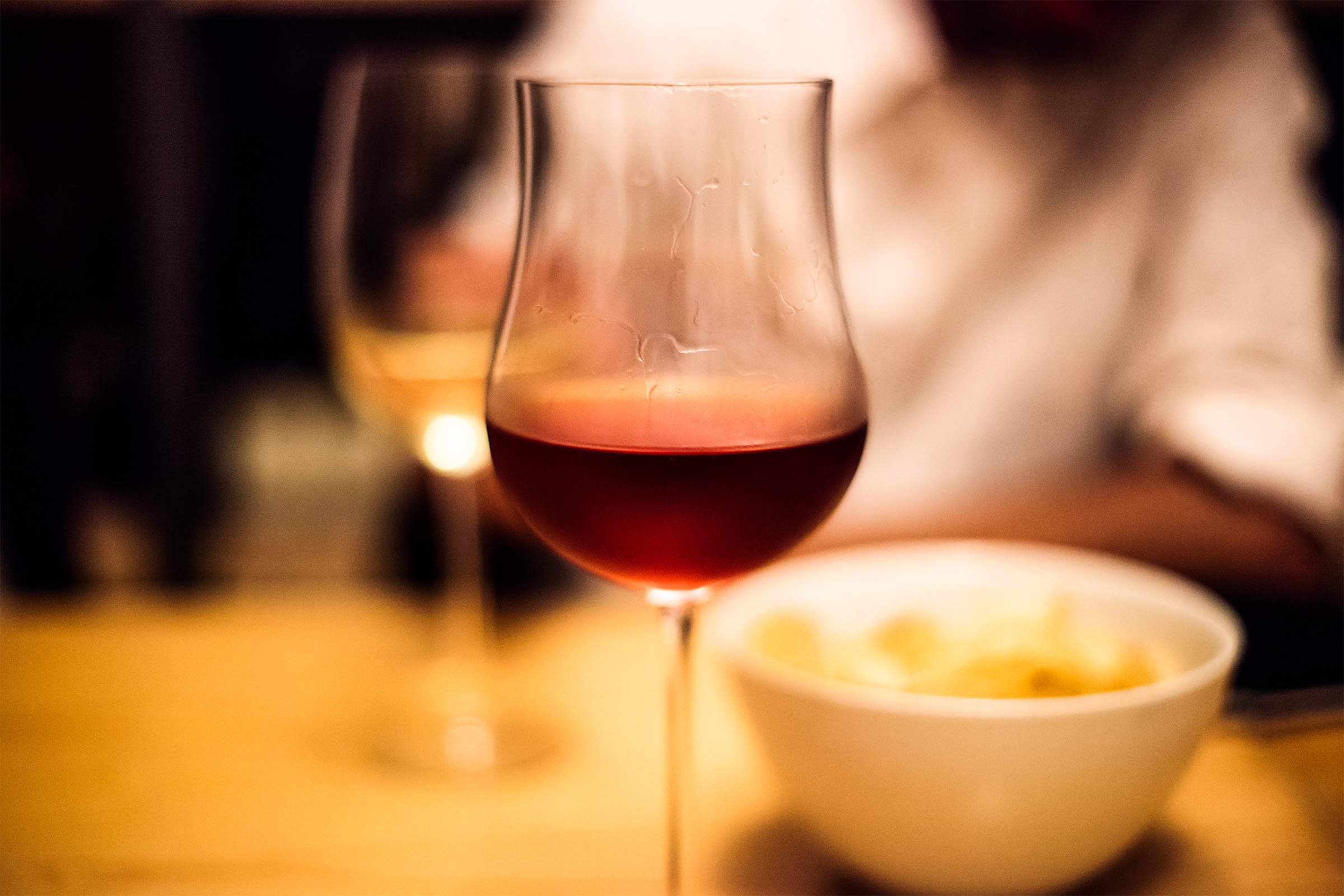
Touraine rouge.

## Culture et patrimoine

### Lieux et monuments

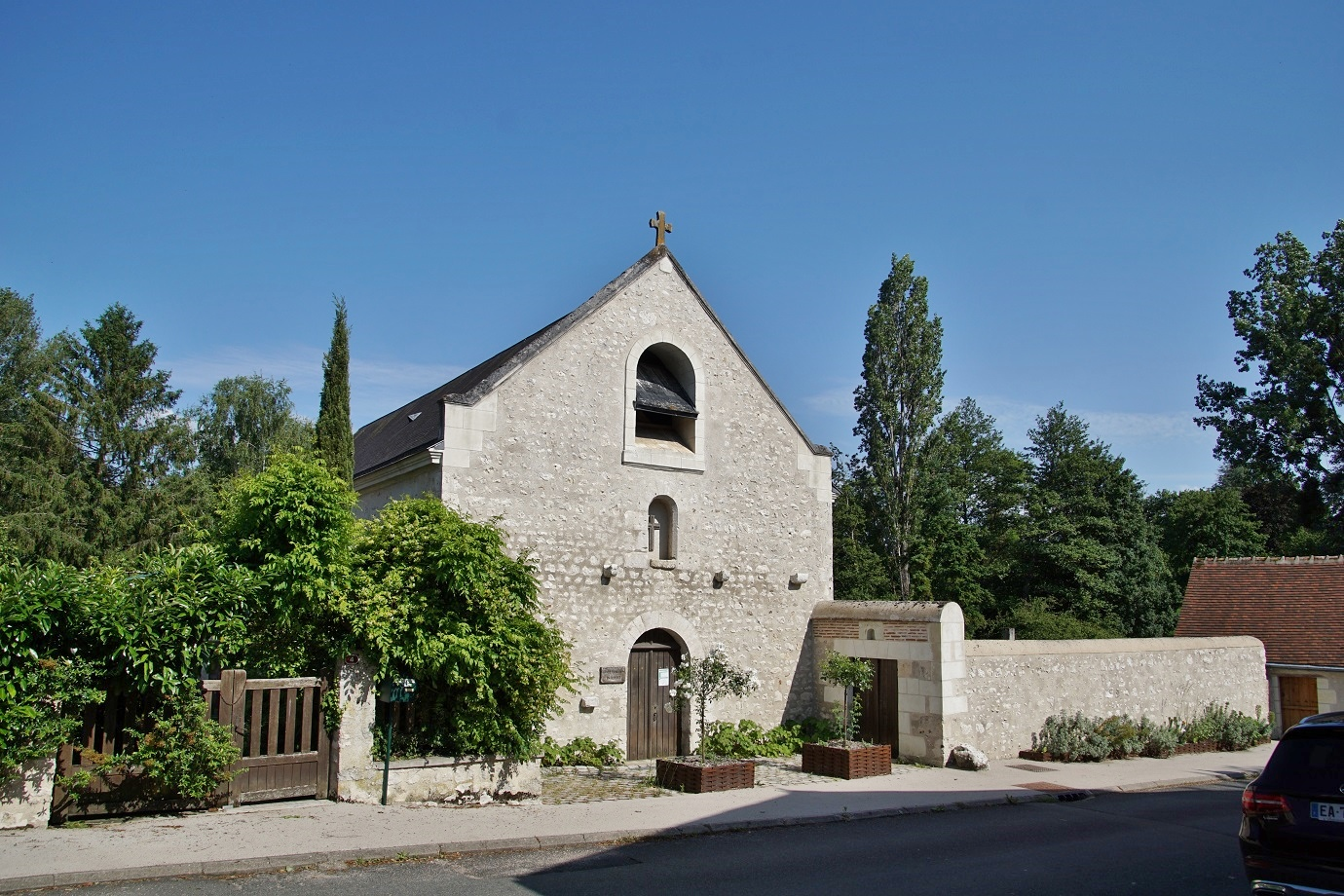
L'église Notre-Dame de Valaire.

- L'église paroissiale Notre-Dame, située dans le bourg, est antérieure au XIIe siècle.
- Le Temple de La Gendronnière est un temple zen, situé au lieu dit la Gendronnière, dans la forêt, au nord-ouest de la commune.